# اساسینز کرید
اساسینز کرید (به انگلیسی: Assassin's Creed) یک بازی ویدئویی در سبک ترکیبی مخفی‌کاری، اکشن-ماجراجویی و جهان باز است. این بازی توسط استودیوی یوبی‌سافت مونترآل توسعه یافته و به وسیلهٔ یوبی‌سافت منتشر شده است. اساسینز کرید در نوامبر ۲۰۰۷ برای کنسول‌های پلی‌استیشن ۳ و اکس‌باکس ۳۶۰ انتشار یافت و نسخهٔ مایکروسافت ویندوز آن نیز در ۸ آوریل ۲۰۰۸ منتشر شد. نسخهٔ تبدیل‌شده و پیش‌درآمد این بازی برای نینتندو دی‌اس به نام اساسینز کرید: تاریخچه الطائر در ۵ فوریه ۲۰۰۸ عرضه شد.
داستان این بازی در دو زمان، ۲۰۱۲ میلادی و جنگ صلیبی سوم (۱۱۹۱) در سرزمین مقدس رخ می‌دهد. شخصیت اول آن در زمان حال، فردی به نام دزموند مایلز و در زمان گذشته، یکی از اعضای گروه حشاشین به نام الطائر بن لا أحد است. دزموند زندگی جدش را با کمک دستگاهی به نام «آنیموس» شبیه‌سازی و بازآفرینی می‌کند. الطائر، از اجداد دزموند، یک حشاشی ماهر در دوران جنگ صلیبی سوم بوده، که به دلیل اشتباهش در یک مأموریت، رتبه و جایگاهش را از دست می‌دهد و برای رسیدن به جایگاه پیشینش، باید مأموریت‌های متفاوتی را انجام دهد. این بازی اولین نسخه از مجموعه بازی‌های اساسینز کرید است و در آن، فرد بازیکن آزادانه توانایی کنترل الطائر را در چهار شهر دمشق، اورشلیم، عکا و مصیاف دارد.
این بازی به‌طور کلی مورد ستایش منتقدان قرار گرفت و در نقدها امتیازات خوبی دریافت کرد. منتقدان روایت داستان، جلوه‌های تجسمی، طراحی هنری و نوآوری در خلق یک مالکیت حقوقی را تقدیر کردند، اگرچه بازی به دلیل داشتن ماهیت تکراری گیم‌پلی مورد انتقاد قرار گرفت. اساسینز کرید در نمایشگاه رسانه و تجارت ای۳ سال ۲۰۰۶ از طرف منتقدان به عنوان بهترین بازی اکشن-ماجراجویی انتخاب شد. ادامه‌ای برای این بازی با عنوان اساسینز کرید ۲ در ۱۷ نوامبر ۲۰۰۹ منتشر شد.

## نام
نام اصلی بازی «Assassin's Creed» بوده که به معنی کیش یک آدم‌کش یا عقیدهٔ یک آدم‌کش است. واژه Assassin در زبان انگلیسی به کسی گفته می‌شود که با اهداف و عقاید خاصی که از نظر خود مثبت است به قتل فردی، یا افرادی مخصوص در جامعه می‌پردازد. فداییان فرقه اسماعیلیه یا حشاشین با روش جان‌فشانی خود در صورت عدم انجام عملیات، کارهای خود را پیش می‌بردند. ریشهٔ این واژه، واژه‌ای عربی به معنی حشاشین است که واردشدن آن به زبان انگلیسی، به زمان اسماعیلیان الموت (پیروان حسن صباح) بازمی‌گردد. این نام توسط صلیبیون از سوریه به اروپا منتقل شده است. این افراد را به دلیل نقش داشتن در ترورهای سیاسی، قاتل و حشاشی می‌نامیدند که این واژه وارد زبان انگلیسی هم شده است. نام «حشاشی» البته ربطی به استفاده از حشیش در میان این افراد نداشته و به واژه حشاش، مشتقی از واژه حشیش به معنی «داروساز» اشاره دارد. در ابتدای مراحل توسعه، نام بازی قرار بود شاهزاده ایران: حشاشین باشد که در ادامه و با پیش آمدن بحث بین مدیریت یوبی‌سافت با گروه توسعه بازی بر سر بازاریابی آن، به اساسینز کرید تغییر یافت.

## پیش‌زمینه
دوره زمانی بازی مربوط به جنگ صلیبی سوم است. جنگ‌های صلیبی از سال ۱۱۸۹ تا ۱۱۹۲ میلادی برای بازپس‌گیری سرزمین مقدس، بعد از تسخیر اکثر مناطق آن توسط صلاح‌الدین، رخ داد. این لشکرکشی‌ها منجر به پیروزی‌هایی برای صلیبیون و بازپس‌گیری مناطق ساحلی و شهرهایی همچون عکا و یافا شد، اما صلیبیون در بازپس‌گیری اورشلیم ناموفق بودند. جنگ صلیبی سوم نهایتاً با پیروزی تقریبی صلیبیون به پایان رسید.
وقایع ذکر شده در بازی، تا حدودی به تاریخ وفادار بوده‌اند. به عنوان مثال، گارنیر د نابلس در عکا، مسئول انجام آزمایش‌های کیمیاگری روی مریض‌ها در بازی است. او یکی از افراد هدف الطائر است که باید به دست الطائر کشته شود. گارنیر د نابلس در تاریخ واقعی جنگ صلیبی سوم، به عنوان یکی از فرماندهان و رهبران صلیبیون حضور داشته و نقش‌آفرینی کرده است. ویلیام پنجم از دیگر اشخاص حقیقی داستان بازی است. وی در نبرد حطین نقش داشته و در جنگ صلیبی دوم و سوم هم حضور یافته است. مجدالدین، از دیگر دشمنان حاضر در بازی، الگو گرفته از بهاءالدین بن شداد است. ابن شداد یکی از نویسندگانی است که جریان نبرد حطین و جنگ‌های صلیبی را نوشته و در تاریخ‌نگاری این وقایع نقش داشته است. ابن جبیر هم وضع مشابهی دارد و شهرتش بیشتر به خاطر نوشتن سفرنامه‌ای است که با توجه به دقت بالای به کار رفته در آن، از لحاظ تاریخی در بحث جنگ‌های صلیبی واجد اهمیت است. سیبراند یکی دیگر از فرماندهان حقیقی صلیبیون بوده و ریاست بر شوالیه‌های تتونیک را هم بر عهده داشته است. رابرت سابله هم از فرماندهان شوالیه‌های معبد بوده که در این جنگ نقش فرماندهی را بر عهده گرفته است. نقش افرادی چون رابرت سابله، ابن جبیر و سیبراند، متناسب با دسترسی و وظیفه حقیقی آنان است، اما نقش افرادی همچون گارنیر د نابلس یا ویلیام پنجم تا حدود زیادی با ایده‌های خیالی همراه شده است.
برخلاف داستان بازی که نقش حشاشین در جنگ صلیبی سوم را گسترده و بالقوه نشان می‌دهد، حشاشین اقدامات آشکار کمی در دوران این جنگ داشتند. تنها اقدام ایشان در جریان این واقعه، ترور کنراد یکم، پادشاه اورشلیم بود که پیش از نبرد یافا و پس از نبرد آرسوف رخ داد، حال آن‌که آخرین مرحله اساسینز کرید در نبرد آرسوف رخ می‌دهد. با توجه به این موضوع، حشاشین حقیقی در بازه زمانی رخ‌دادن بازی هیچ اقدامی نداشته و فعالیتی انجام نداده‌اند، اما اساسینز کرید نقش آنان در این دوره را پررنگ نشان می‌دهد.

## داستان
نام شخصیت اول بازی، «الطائر بن لا أحد» (در عربی به معنای پرنده فرزند هیچ‌کس) است. او عضو گروه حشاشین (اسماعیلیان حسن صباح) است. داستان بازی در سال ۱۱۹۱ میلادی و در سرزمین مقدس اتفاق می‌افتد.
داستان در اصل در سپتامبر سال ۲۰۱۲ رخ می‌دهد که شرکت صنایع آبسترگو دستگاه آنیموس را برای بازگردانی حافظه اشخاص با استفاده از دی‌ان‌ای‌شان طراحی می‌کند. یکی از کارکنان این شرکت با دزدیدن هفده نفر که بینشان فردی به نام دسموند مایلز هم وجود دارد، بازی را آغاز می‌کند. شخصیت نقش اول، دسموند مایلز است که جدّ او فردی به نام الطائر بن لا أحد (پرنده پسر هیچ‌کس) بوده است. الطائر عضوی از گروه حشاشیون بوده که در زمان جنگ‌های صلیبی زندگی می‌کرده است. دسموند با کمک دستگاه آنیموس می‌تواند فعالیت‌ها و ماجراجویی‌های جدش را بازآفرینی کند و تلاش دارد تا با قرار گرفتن در نقش او، ۹ نفر از عاملان مهم و فرماندهان جنگ‌های صلیبی را به قتل برساند و وسیله‌ای به نام «تکه‌ای از باغ عدن» را به‌دست بیاورد. یکی از قابلیت‌های این وسیله کنترل ذهن افراد است، اما شرکت «صنایع آبسترگو» که بزرگ‌ترین شرکت رایانه‌ای دنیاست و او را به زمان جنگ‌های صلیبی فرستاده قصد استفاده مخرب از این وسیله را دارد. آبسترگو سعی دارد با بازسازی خاطرات دسموند، متوجه مکان مخفی‌سازی سیب عدن شده و آن را پیش از اساسین‌ها به دست آورد.
در ابتدای بازی الطائر قصد کشتن رابرت سابله رهبر شوالیه‌های معبد را دارد اما موفق نمی‌شود. به همین جهت المعلم (با نام اصلی رشیدالدین سینان و در نقش استاد الطائر) وی را از بالاترین مقام حشاشین به پایین‌ترین درجه ممکن تنزل می‌دهد و الطائر باید با انجام مأموریت‌های کشتن شوالیه‌های معبد، آبروی از دست رفته خود را دوباره به دست بیاورد.
| نام                         | شغل                       | شهر     | دلیل                                                         |
| --------------------------- | ------------------------- | ------- | ------------------------------------------------------------ |
| تمیر                        | تاجر اسلحه                | دمشق    | فروش مهمات به هردو طرف                                       |
| گارنیر د نابلس              | سرباز برجسته جنگ‌های صلیبی | عکا     | انجام آزمایش‌های کیمیاگری روی مریض‌ها                          |
| طلال                        | تاجر بردگان               | اورشلیم | ریاست بر گروهی از بردگان و تجارت آن‌ها                        |
| ابوالنُقود                   | تاجر                      | دمشق    | دزدی با هدف سرمایه‌گذاری در جنگ                               |
| ویلیام پنجم، مرزبان مونفروا | حاکم عکا                  | عکا     | ظلم و بددهنی در مقام حاکم                                    |
| مجدالدین                    | اداره‌کننده اورشلیم        | اورشلیم | ظلم و اداره اورشلیم با استفاده از ترس                        |
| ابن جبیر                    | دانشمند                   | دمشق    | استفاده از موقعیت خود برای جمع‌آوری و نابودی تمام دانش مکتوب  |
| سیبراند                     | شوالیه                    | عکا     | برنامه‌ریزی برای خیانت به سربازان جنگ‌های صلیبی به‌دلیل بدگمانی |
| رابرت چهارم (سابله)         | رهبر شوالیه‌های معبد       | اورشلیم | رهبری شوالیه‌های معبد در اورشلیم                              |

با پیشروی در بازی دسموند متوجه می‌شود که شرکت صنایع آبسترگو توسط شوالیه‌های معبد امروزی اداره می‌شود و یکی از کسانی که از وی مراقبت می‌کند به نام لوسی استیل‌من با نشان دادن انگشت قطع شده خود به دسموند به او می‌فهماند که خودش هم عضو حشاشین است که در شرکت صنایع آبسترگو نفوذ کرده است.
در نهایت بعد از کشتن رابرت دی سابل الطائر متوجه می‌شود که المعلم رهبر مخفی شوالیه‌های معبد است که حاضر نشده قدرت را تقسیم کند. سپس الطائر به شهر مصیاف بازمی‌گردد تا از المعلم دلیل این کارش را بپرسد اما متوجه می‌شود که المعلم به وسیله تکه‌ای از باغ عدن تمام مردم شهر را هیپنوتیزم کرده و قصد کشتن الطائر را نیز دارد اما الطائر موفق می‌شود که او را بکشد و تکه‌ای از باغ عدن به‌دست دسموند مایلز در زمان حال می‌افتد و مکان دیگر تکه‌ها در سراسر جهان نیز آشکار می‌شود. بعد از آن افراد شرکت آبسترگو قصد کشتن دسموند را دارند اما با میانجی‌گری لوسی او را در اتاقش رها می‌کنند. در همان حال، او با پدیده‌های عجیبی روبه‌رو می‌شود، مثلاً توانایی دید عقاب که توسط الطائر قابل استفاده بود اکنون توسط دسموند هم قابل استفاده است و او بر اساس همین توانایی‌ها در بالای تختش نوشته‌های عجیبی می‌بیند.
این نوشته‌ها شامل پیغام‌هایی بودند که یکی از آن پیغام‌ها متنی در کتاب مقدس است که پایان جهان را پیش‌بینی می‌کند («من آلفا و امگا هستم، اولین و آخرین، شروع و پایان») و نوشته شده که تاریخ پایان جهان ۲۲:۱۳ است، او همچنین یک تصویر از برخال مندلبروت که ناشی از نظریه آشوب است و نوشته‌هایی به زبان‌های دیگر را می‌بیند. پیغام‌هایی کوتاه شامل: «پاسخ‌ها در میان گناه امپراتور چیاچینگ و گرسنگی کوتزالکواتل وجود دارند.» و پیغام بلند: «همه ما کتاب‌هایی با هزاران صفحه هستیم و درون هرکدامشان حقیقتی جبران‌ناپذیر وجود دارد.» هم در روی دیوار وجود دارند. در پایین دیوار و گوشه سمت راست، کلمات «من وارد دره شده و هرگز بازنگشتم.» نوشته شده بود. به‌علاوه اعدادی به شکل گاه‌شماری مایا نوشته شده که تاریخ آن معادل ۲۱ دسامبر ۲۰۱۲ است. این روز همان روزی است که شوالیه‌های معبد امروزی آن را روز شروع جهان جدید اعلام کرده‌اند و کلمه عربی (به عربی: الزلزلة) نیز دیده می‌شود که نام سوره‌ای در قرآن دربارهٔ روز قیامت نیز هست. همچنین تصاویری از خطوط نازکا نیز دیده‌می‌شود و کلماتی به زبان عبری لاتین (عبری قدیمی) עולם הבא به معنی جهان در راه است نیز دیده می‌شود (این کلمات بیشتر در مورد جهان آخرت و مرگ در یهودیت استفاده می‌شود) و کلماتی به زبان چینی دربارهٔ کنش و برهم‌کنش انسان‌ها نوشته شده است. سپس بازی پایان می‌یابد و ادامه داستان در دنباله بازی، اساسینز کرید ۲ دنبال می‌شود.

## روند بازی
اساسینز کرید یک بازی ویدئویی در سبک ترکیبی مخفی‌کاری، اکشن-ماجراجویی همراه با محیطی در یک جهان باز است که از زاویه دید سوم شخص دنبال می‌شود و بازیکن در بیشتر مواقع کنترل شخصیت الطائر را به عهده می‌گیرد که توسط دسموند مایلز، قهرمان اصلی داستان در زمان حال، کنترل می‌شود. بازیکن گاهی در نقش دسموند قرار می‌گیرد و می‌تواند در ساختمان آبسترگو گشت و گذار کند، هرچند بخش اصلی بازی در زمان گذشته و در نقش الطائر رخ می‌دهد. هدف اصلی در این بازی به انجام رساندن مجموعه‌ای از ترورها به دستور المعلم، رهبر گروه حشاشین است. برای رسیدن به این مقصود، بازیکن باید به قرارگاه فرماندهی «برادری» واقع در شهر مصیاف رهسپار شده و نماینده برادری را از میان سرزمینی مقدس که تحت پادشاهی یکی از سه شهر اورشلیم، عکا و دمشق شناخته می‌شود بیابد. در آنجا نماینده، علاوه بر فراهم نمودن یک خانه امن، اطلاعات ابتدایی دربارهٔ هدف و مأموریت شناسایی لازم را قبل از اقدام به ترور در اختیار بازیکن قرار می‌دهد. این بازی از موتور انویل (سیمیتار) استفاده می‌کند. در بازی هفت مرحله وجود دارد که به شکل ساختار دی‌ان‌ای دیده می‌شوند و هر زیر مرحله یکی از پایه‌های دی‌ان‌ای است و هرکدام شامل ترور یک یا چند شخصیت است که مجموعاً حاوی ترور ۹ شخصیت به دستور المعلم هستند.
برای کشتن هر شخصیت باید قبل از آن مراحلی طی شود که اولین مرحله انجام دادن چند مأموریت است. به این مأموریت‌ها «تحقیق و بررسی» گفته می‌شود و شامل چهار نوع است:
1. جیب‌بری:[ع] بازیکن ابتدا باید مخفیانه به سخنان دو نفر گوش داده و سپس از بسته‌ای را از آن‌ها بدزدد.
2. شنود:[غ] بازیکن باید به سخنان دو نفر مخفیانه گوش دهد.
3. بازجویی:[ف] باید ابتدا به سخنان فردی که در حال تحریک مردم است گوش داده و سپس در جایی خلوت وی را دستگیر کرده و پس از گرفتن اطلاعات از طریق کتک زدن، او را بکشد.
4. مأموریت خبرچینی:[ق] انجام دادن درخواست‌های کسانی که دربارهٔ فرد مورد نظر اطلاعات دارند مثلاً حفاظت از فرد دارای اطلاعات.[۲۳]

سپس الطائر باید از مکان‌هایی که به آن دیدگاه گفته می‌شود بالا برود. این مناطق بلندترین مکان‌های شهرها هستند و هر شهر تعدادی دیدگاه دارد.
بعد از آن الطائر پیش رئیس حشاشین شهر می‌رود و رئیس حشاشین به او یک پر می‌دهد که باید به خون فرد مورد نظر آغشته شود. بعد از این، الطائر پیش افراد هدف می‌رود و آن‌ها را می‌کشد که پس از مرگ این افراد، آنان در یک کات‌سین کارهای خود را توجیه و حقایقی را برای وی افشا می‌کنند و بعد از پایان کات‌سین وضعیت وی به حالت اعلام خطر شهر در می‌آید. در این وضعیت، تمام سربازان به دنبال الطائر می‌دوند تا او را دستگیر کنند و الطائر باید پس از پنهان شدن پیش رئیس حشاشین شهر بر گردد و پر را به او تحویل دهد و بعد از آن باید دوباره به پیش المعلم برود تا یک درجه ارتقا پیدا کرده و هدف بعدی را دریافت کند.

داستان بازی اساسینز کرید در شهرهایی نظیر عکا، اورشلیم، دمشق و مصیاف اتفاق می‌افتد و بازیکن می‌تواند آزادانه در این شهرها گشت‌وگذار کند.

تصویری از نمای بازی

بازی در مجموع دارای ۵ اسلحه است:
| نام اسلحه        | توضیحات |
| ---------------- | --- |
| مشت              | استفاده از این قابلیت در مقابل نگهبانان مسلح کاملاً بلااستفاده است و فقط باید در حین بازجویی‌ها استفاده شود. |
| خنجر پنهان       | نوعی خنجر است که حشاشی‌ها به جای انگشت حلقه قطع شده خود قرار می‌دهند و می‌تواند فرد را بدون جلب‌توجه سربازان بکشد. از این سلاح در هر موقعیتی می‌توان استفاده کرد، و کاربرد آن بیشتر در هنگام غافلگیر کردن سربازان و کشتن بی‌سروصدای آنان است. |
| چاقوی قابل پرتاب | این چاقوها نوعی چاقوی کوچک هستند که الطائر می‌تواند از طریق پرتاب کردن آن‌ها فرد را از پای در بیاورند. در ابتدای بازی که الطائر پایین‌ترین درجه ممکن را دارد امکان استفاده از این چاقوها وجود ندارد، ولی با پیشروی در بازی به او پنج عدد از این چاقوها داده می‌شود که با جلوتر رفتن تا ۱۵ عدد نیز افزایش می‌یابند. از این خنجرها استفاده زیادی برای کشتن نگهبانان یا تیراندازان روی سقف‌ها و برج‌ها می‌شود. |
| خنجر کوتاه       | این اسلحه برای جنگ با هر دشمن و حتی غول‌های آخر کاربرد زیادی دارد، چون تقریباً هر ضدحمله موفق باعث مرگ فوری دشمن می‌شود. این اسلحه می‌تواند همراه با چاقوی قابل پرتاب استفاده شود. |
| شمشیر            | اسلحه‌ای است که کارایی بسیاری در بازی دارد. |

### وضعیت
الطائر در پنج حالت در میان مردم ظاهر می‌شود و وضعیت او در نواری که در سمت چپ و بالای صفحه وجود دارد معلوم است.
- در حالت اول که سفید است او به‌طور ناشناس وارد مردم شده است و کسی او را نمی‌شناسد.
- در حالت دوم که قرمز است فردی او را شناخته و با فریاد زدن «حشاشی»، از دیگران کمک می‌خواهد. در این حالت او یا باید تمام سربازان را بکشد تا دوباره به حالت سفید برگردد یا اینکه فرار کند تا از دید آن‌ها دور شود و به حالت زرد در آید.
- حالت زرد به معنی این است که سربازان به دنبال او هستند ولی او بسیار از آن‌ها دور است و می‌تواند مخفی شود در این حالت در صورت مخفی شدن[ن] وضعیت او به حالت آبی در می‌آید که باید صبر کند تا سبز شود.
- در حالت آبی الطائر می‌تواند آزادانه بیرون بیاید و سربازان نخواهند توانست او را پیدا کنند، ولی در صورت بیرون آمدن وضعیت او به حالت نیمه‌زرد در می‌آید که نشان می‌دهد اگر به کسانی که وی را می‌شناسند نزدیک شود، او را شناسایی خواهند کرد.[۱۱]

### دید عقابی
دید عقابی یکی از توانایی‌های الطائر و دیگر حشاشین است که بر اساس آن می‌توانند دشمنان را تشخیص دهند و عوامل غیرضروری برای شناسایی دشمن را از محیط حذف کنند. این توانایی با فشار دادن کلید E در رایانه و کلید Y در اکس‌باکس ۳۶۰ قابل دسترسی است. در هنگام دید عقابی، افراد به چهار رنگ در می‌آیند: سربازانی که می‌توانند وی را شناسایی کند قرمز، افراد خودی و متحدان آبی، مردم معمولی سفید و هدف‌های الطائر به رنگ زرد.

### گیر و گرفت
گیر و گرفت‌ها (به انگلیسی: Glitches، تلفظ: گلیچـِز) خطاهایی در حافظه آنیموس هستد که دستگاه نمی‌تواند آنان را بخواند و در زمان رخ‌دادن آن‌ها در بازی، تصاویر از فرمول‌های ساختاری ترکیبات آلی پر می‌شوند. وقتی گیر و گرفت رخ می‌دهد، بازیکن باید به سرعت کلیدی را بزند تا با عوض شدن نمای دوربین این اشکالات رفع شوند.

## ساخت
در ۲۸ سپتامبر ۲۰۰۶، جید ریموند طراح بازی در مصاحبه با آی‌جی‌ان اعلام کرد که شخصیت اول بازی یک اساسین (هیتمن) است که در زمان گذشته زندگی می‌کند و سفر در زمان وجود ندارد. بعدها کریستن بل، صداپیشه شخصیت لوسی استیل‌من، در مصاحبه با وبگاه آی‌جی‌ان اعلام کرد که سفر در زمان وجود ندارد اما بازیکنان از طریق حافظه ژنتیکی در زمان سفر می‌کنند.
پاتریس دسیلتس، کارگردان بازی، در ۲۲ اکتبر ۲۰۰۷ اعلام کرد که تیم سازنده بازی همان تیم شاهزاده ایرانی هستند.
گوینده صدای الطائر، هنرپیشه‌ای آمریکایی به نام فیلیپ شهباز است. تصویر الطائر نیز از روی مدل یک اسپانیایی به نام فرانسیسکو رندرز طراحی شده است.
یوبی‌سافت اعلام کرد که الطائر دین و مذهب ندارد، اما از پدری مسلمان و مادری مسیحی متولد شده است.
نسخه‌ای سازگار شده از این بازی به نام اساسینز کرید: تاریخچه الطائر در ۵ فوریه ۲۰۰۸ برای کنسول بازی دستی نینتندو دی‌اس منتشر شد.

### ایده
پس از پایان توسعه شاهزاده ایران: شن‌های زمان در اواخر سال ۲۰۰۳، پاتریس دسیلتس وظیفه داشت تا روی نسخه بعدی شاهزاده ایران که قرار بود روی نسل هفتم کنسول‌ها عرضه شود کار کند. در آن زمان، نه مایکروسافت و نه سونی اطلاعاتی در مورد نسل بعد کنسولشان ارائه نکرده بودند. مراحل اولیه توسعه بازی از ژانویه ۲۰۰۴ برای عرضه روی پلی‌استیشن ۲ بود و قرار بود که این نسخه ادامه‌ای برای شن‌های زمان باشد. با این وجود، زمانی که اطلاعات بیشتری دربارهٔ قابلیت‌های کنسول‌های نسل بعد در سپتامبر ۲۰۰۴ منتشر شد، گروه دسیلتس تصمیم گرفتند تا گیم‌پلی سابق شاهزاده ایران را به گیم‌پلی جهان باز تبدیل کنند، ویژگی‌ای که ساخت آن فقط روی سیستم‌های جدید ممکن بود. دسیلتس می‌خواست تا شخصیت اصلی به‌جای شاهزاده‌ای که منتظر آغاز سلطنتش است، شخصی باشد که برای رسیدن به تاج و تخت تلاش کند. او به سراغ یکی از کتاب‌های دوران دانشگاهش که مربوط به جوامع مخفی بود رفت. اولین مطلب این کتاب مربوط به حشاشین بود. ایده دسیلتس این بود که شخصیت اصلی، فرد دوم فرقه حشاشین باشد که برای رسیدن به رهبری گروه تلاش می‌کند. مراحل ساخت بازی تحت عنوان شاهزاده ایران: حشاشین و با ایده گرفتن از زندگی حسن صباح و استفاده فراوان از رمان الموت نوشته ولادیمیر بارتول شروع شد. شخصیت حشاشی در طول دوره سه ساله توسعه بازی مداوماً با تغییر و اصلاحات همراه می‌شد. گروه توسعه ایده‌هایی برای نوع پوشش شخصیت اصلی را از الموت و منابع تاریخی دیگر پیدا کرده بودند که در تمام آن‌ها شخصیت لباس بلند و سفیدرنگ و کمربندی قرمز داشت، اما به تصویر کشیدن این موضوع در بازی، موضوعی بود که گروه باید روی آن وقت می‌گذاشتند. یکی از اولین طرح‌ها توسط یک پویانما به نام خا نگوین طراحی شد که پیشنهاد استفاده از طرح و نقش پرنده شکاری را می‌داد. این ایده توسط گروه سازنده با استقبال مواجه شد و به همین دلیل، شخصیت بازی به نام «الطائر» نام‌گذاری شد که در عربی به معنای پرنده شکاری است. از روی همین ایده، نماد عقاب با حشاشین پیوند محکمی پیدا کرد. گروه توسعه راه‌های خلاقانه‌ای را برای رسیدن به اهداف داستان و جلوگیری از مشکلات فنّی روی کنسول‌ها در پیش گرفت. الطائر باید شخصیتی قهرمان و در عین حال، تا حدودی سرسخت می‌بود. طراح بازی برخی از عناصر لازم برای طراحی الطائر را از روی اسباب‌بازی «سایه طوفان» از شرکت «جی. آی. جو» ایده‌برداری کرد، که قهرمانی مشابه الطائر بود. رندر لباسی بلند و منعطف در آن زمان و با توجه به سخت‌افزارها امری غیرممکن بود، بنابراین گروه توسعه مجبور به کوتاه‌تر کردن لباس و دادن جنسی پارچه‌مانند به آن شدند، که نشان‌دهنده نماد «پرنده شکاری» هم بود. امور مشابهی برای دیگر بخش‌های گیم‌پلی هم انجام شد تا آزادی عمل بیشتری به وجود بیاید و بازی جذاب‌تر و جالب‌تر شود. آن‌ها می‌خواستند تا حرکات پارکور الطائر باورپذیر باشد، اما نهایتاً باورپذیری را فدای گیم‌پلی کردند و به بازیکن اجازه دادند تا مانورهایی انجام دهد که در زندگی واقعی غیرممکن به نظر می‌رسند. «پرش ایمان» از مکان‌های مرتفع روی توده‌های یونجه و استفاده از توده یونجه برای مخفی شدن از چشم نگهبانان، طرح مشابهی بود که در اصل از فیلم‌های هالیوودی گرفته شده بود، اما دسیلتس متوجه شد که الموت هم چنین اعمالی را برای حشاشین توصیف کرده است.
برای طراحی داستان، گروه توسعه باید اهدافی طراحی می‌کرد که حشاشین و شوالیه‌های معبد همزمان به دنبال آن‌ها باشند. فیلیپ مورین استفاده از سیب عدن را پیشنهاد کرد، اما اعضای گروه در ابتدا این ایده که همه بر سر یک سیب با یکدیگر بجنگند را خنده‌دار دانستند، اما با تحقیق بیشتر گروه روی بازی و ریشه‌های آن، آن‌ها متوجه شدند که در بسیاری از نقاشی‌های قرون وسطی، پادشاهان و رهبران جسمی شبیه به گوی و صلیب را در دست خود می‌گرفته‌اند، که نماد قدرت و کنترل است، و به این فکر افتادند که جسمی به نام سیب عدن می‌تواند به خوبی یادآور این جسم باشد.
در کنار این موضوع، ایده انیموس پس از تمرکز گروه روی بحث حشاشین مطرح شد. اعضای گروه متوجه بودند که بازیکن قرار است بین چندین شهر مختلف سفر کند و داستان چندین ترور معروف در چند هزار سال گذشته را بازگو کند، از جمله ترور جان اف. کندی که این ایده، نیازمند وجود عناصر سفر در زمان در بازی بود. دسیلتس برنامه‌ای دربارهٔ ارتباط میان دی‌ان‌ای و تاریخچه انسان دیده بود و به ایده ذخیره خاطرات انسان در دی‌ان‌ای علاقه پیدا کرد. در این‌جا بود که ایده ساخت ماشینی در بازی که بتواند فرد را با استفاده از دی‌ان‌ای در زمان منتقل کند به ذهن افراد گروه رسید. دسیلتس این ایده را مشابه ایده‌ای که در شن‌های زمان به کار گرفته شده بود می‌دانست. در شن‌های زمان، بازی داستانی بود که توسط یک شاهزاده روایت می‌شد و زمانی که بازیکن باعث مرگ شخصیت اصلی بازی می‌شد، این موضوع به‌صورت یک اشتباه لفظی در داستان‌گویی شاهزاده نشان داده می‌شد، تا بازیکن اجازه شروع دوباره بازی از آخرین قسمت ذخیره شده را داشته باشد. بازاریابی یوبی‌سافت روی ایده انیموس متمرکز نشد، زیرا یوبی‌سافت باور داشت که بازیکنان احتمالاً با اطلاع از واقعی نبودن تجربه قرون وسطایی بازی، ناامید و گیج خواهند شد. اولین پیش‌پرده بازی در ای۳ سال ۲۰۰۶ نمایش داده شد، که به دلیل عنوان‌شده، به‌شدت روی عناصر قرون وسطایی بازی متمرکز بود. با نزدیک شدن به زمان عرضه بازی، جنبه‌های علمی-تخیلی آن هم در تبلیغات اساسینز کرید تا حدودی نشان داده شد.

### برنامه‌نویسی
تصمیم اولیه برای بازی این بود که گروه توسعه سیستم‌هایی از شاهزاده ایران را گسترش داده و پیشرفت دهند تا عنوان جدید به طرحی جهان باز برسد. مراحل اولیه کار روی بازی توسط گروهی ۲۰ نفره در یوبی‌سافت مونترآل آغاز شد. یک موتور بازی نسل بعد به نام سیمیتار برای پشتیبانی از جهان بازبودن دنیای بازی طراحی شد. فرایند توسعه موتور جدید حدود دو سال طول کشید و در طی این مدت، گروه از موتور شن‌های زمان استفاده کرد. سیمیتار نهایتاً به انویلنکست تغییر نام داده و پس از آن در بسیاری از عناوین اساسینز کرید و دیگر عناوین یوبی‌سافت استفاده شد. با تغییر موتور، عناصری مانند بالا رفتن از دیوار روان‌تر شدند، و گروه روی نرم‌تر کردن دیگر پویانمایی‌های بازی کار کرد. بیشتر پیشرفت‌ها در این حوزه توسط ریچارد دوماس (برنامه‌نویس) و الکس دروین (پویانما) انجام گرفت، که هردوی آنان قبلاً روی عناصر مشابهی در شن‌های زمان همکاری کرده بودند. طراحان مراحل و هنرمندانی که روی بازی کار می‌کردند مجبور بودند تا با هم کار کنند، چرا که با این کار آن‌ها مطمئن می‌شدند که تقریباً تمام ساختمان‌ها با وجود حفظ ظاهر تاریخی بازی، قابلیت صعود را داشته باشند. این موضوع همچنین به آن‌ها کمک کرد تا حس فراهم بودن نهایت آزادی‌عمل ممکن درون بازی را به بازیکنان بدهند. این طرح در اصل از موفقیت سری اتومبیل‌دزدی بزرگ گرفته شده بود.
برخلاف شاهزاده ایران که مسیر کلی بازیکن از قبل مشخص بود، طراحی جهان باز این عنوان نیازمند ساخت شهرهایی بود که حس واقعی بودن را منتقل کنند و با دقت به اطلاعات تاریخی طراحی شده باشند و همزمان به بازیکن آزادی کاملی برای بالا رفتن و گشت‌وگذار بدهند. به جز بناهای ویژه و منحصر به فرد، آن‌ها شهرها را مانند قطعات لگو ساختند و بعد دوباره آن‌ها را بررسی و شکلشان را بهبود دادند تا به مسیریابی و دیگر جنبه‌های هوش مصنوعی دشمنان کمک کنند. برای تشویق بازیکن به گشت‌وگذار، آن‌ها برج‌هایی طراحی کردند که به آشکارسازی بخش‌هایی از نقشه بازی کمک می‌کرد. از لحاظ تاریخی، این شهرها در دنیای واقعی هم چنین بناهایی را داشتند و توسعه‌دهندگان با ایده گرفتن از آن‌ها، این برج‌ها را به عنوان چالش‌هایی برای بازیکنان در بازی قرار دادند تا بازیکنان از آن‌ها بالا بروند. مسئله دیگر، راهنمایی بازیکن و طراحی مراحل بود، چرا که مراحل باید همزمان هم به بازیکن آزادی عمل می‌دادند تا به هر طریقی که بخواهد انجامشان دهد و در عین حال، لحظات خاصی که بازیکنان باید تجربه می‌کردند را به‌وجود می‌آوردند. برای این مسائل، آن‌ها از پویانمایی‌های ساده‌ای که در ادوبی فلش توسعه داده بودند استفاده کردند تا اساس رفتار مدنظرشان را به وجود بیاورند و سپس مراحل و مأموریت‌ها را با استفاده از این پویانمایی‌ها توسعه دادند.
در کنار قرار دادن عناصر مورد نیاز یک بازی جهان باز در شهرها، دسیلتس همچنین قصد داشت تا از امکان شبیه‌سازی جمعیت‌های عظیم هم مطمئن شود، چرا که این عامل در شن‌های زمان برای آن‌ها ممکن نبود و دلیل آن هم محدودیت‌های سخت‌افزاری پلی‌استیشن ۲ بود که تنها از ۸ شخصیت در یک صحنه پشتیبانی می‌کرد، اما کنسول‌های نسل بعد قادر بودند تا ۱۲۰ نفر در یک صحنه را پشتیبانی کنند. وجود ازدحام در بازی همچنین به وجود ویژگی «مخفی‌کاری در اجتماع» کمک می‌کرد، ویژگی‌ای که به شخصیت اصلی اجازه می‌داد تا علاوه بر راه رفتن روی پشت‌بام‌ها برای دور ماندن از چشم دشمنان، خود را در میان مردم هم پنهان کند.
عناصر اصلی گیم‌پلی در ۹ تا ۱۲ ماه کامل شدند و سال بعد به ارتقای آن‌ها قبل از عرضه بازی به مدیران یوبی‌سافت در پاریس گذشت. جید ریموند در انتهای سال ۲۰۰۴ و برای کمک به توسعه گروه و جهت‌گیری بازی به عنوان تهیه‌کننده بازی استخدام شد. در فاصله میان انتهای سال ۲۰۰۵ تا ابتدای ۲۰۰۶ و پس از تقریباً دو سال توسعه و کار روی بازی، طرح کلی داستان شاهزاده ایران: حشاشین این بود که شاهزاده بازی توسط هوش مصنوعی مدیریت شود و شخصیت قابل بازی، حشاشی‌ای باشد که به عنوان محافظ، مراقب شاهزاده بوده و او را از موقعیت‌های متفاوتی نجات دهد. مدیریت یوبی‌سافت و گروه توسعه دربارهٔ این جهت‌گیری اختلاف داشتند، مدیریت یوبی‌سافت بازی دیگری از فرنچایز شاهزاده ایران می‌خواست، اما علاقه‌ای به عرضه نسخه‌ای از این سری که شاهزاده شخصیت اصلی‌اش نباشد نداشت. گروه توسعه به این فکر افتادند که با نسل جدید کنسول‌ها، امکان تبدیل ایده جدید به یک مالکیت فکری نو وجود داشت. با نزدیک شدن به زمان اجلاس توسعه‌دهندگان بازی ۲۰۰۶، گروه بازاریابی یوبی‌سافت به ایده نام‌گذاری این عنوان جدید با نام اساسینز کرید رسیدند که دسیلتس آن را به‌شدت مطابق با موضوع‌هایی که رویشان کار می‌کردند، از جمله گره خوردن ایده آن‌ها با فرقه حشاشین و جمله «هیچ چیز درست نیست، همه چیز مجاز است» می‌دانست. شخصیت شاهزاده به‌کلی حذف شد و شخصیت حشاشی به عنوان شخصیت قابل‌بازی قرار گرفت.
پس از نمایش در ای۳ ۲۰۰۶ و تغییر نام بازی به اساسینز کرید، گروه یوبی‌سافت مونترال برای پشتیبانی از آخرین سال توسعه بازی بزرگ‌تر شد و به ۱۵۰ نفر در انتهای توسعه رسید. افراد تازه اضافه شده به گروه شامل کسانی بودند که به‌تازگی کار روی شاهزاده ایران: دو سریر را تمام کرده بودند، و همچنین افرادی که از گیم‌لافت (ناشر دیگری که تحت مالکیت هم‌بنیان‌گذار یوبی‌سافت، میشل گیلموت بود) بیرون آمده و به این گروه پیوسته بودند. در آن زمان، موتور سیمیتار کامل شده بود و به گروه توسعه اجازه می‌داد تا کارشان را به این موتور منتقل، و روی جزئیات و مسائل هنری کار کنند.

### موسیقی متن
موسیقی متن بازی که توسط جسپر کید تهیه شده، یک آلبوم موسیقی است. این آلبوم، در سال ۲۰۰۷ منتشر شده و در بر دارنده شش آهنگ است. گوش دادن به بخشی از آهنگ‌های بازی با مراجعه به وبگاه رسمی آن امکان‌پذیر است.
| موسیقی متن کیش حشاشین | موسیقی متن کیش حشاشین                              | موسیقی متن کیش حشاشین |
| شماره                 | نام                                                | مدت                   |
| --------------------- | -------------------------------------------------- | --------------------- |
| ۱.                    | «City of Jerusalem» (شهر اورشلیم)                  | ۳:۱۱                  |
| ۲.                    | «Flight Through Jerusalem» (پرواز از میان اورشلیم) | ۳:۴۰                  |
| ۳.                    | «Spirit of Damascus» (روح دمشق)                    | ۱:۳۲                  |
| ۴.                    | «Trouble in Jerusalem» (مصیبت در اورشلیم)          | ۴:۰۵                  |
| ۵.                    | «Acre Underworld» (جهان‌زیرین عکا)                  | ۳:۲۵                  |
| ۶.                    | «Access the Animus» (دستیابی به آنیموس)            | ۹:۳۵                  |
| ۷.                    | «Dunes of Death» (خاکریز مرگ)                      | ۱:۴۶                  |
| ۸.                    | «Masyaf in Danger» (مصیاف در خطر)                  | ۳:۴۳                  |
| ۹.                    | «Meditation Begins» (شروع مدیتیشن)                 | ۲:۴۷                  |
| ۱۰.                   | «Meditation of the Assassin» (مدیتیشن حشاشین)      | ۳:۴۳                  |
| ۱۱.                   | «The Bureau» (بیئورو)                              | ۳:۱۳                  |
| مجموع مدت:            | مجموع مدت:                                         | ۱۶:۴۰                 |

### فیزیک
در نقدها فیزیک بازی خوب توصیف شده است؛ مثلاً افراد از درون بدن یکدیگر عبور نمی‌کنند، نور آفتاب به خوبی از سطح آب بازتاب می‌شود و افراد وزن مشخصی دارند یا اگر الطائر در هنگام دویدن به گروهی از افراد برخورد کند، تعادلش را از دست می‌دهد. اشکالاتی نیز به فیزیک بازی وارد است، مثلاً این که خون افراد پس از کشته‌شدن بر روی زمین جاری نشده و هنگام اسب‌سواری گردوخاکی بلند نمی‌شود.

## عرضه
بازی در ۱۳ نوامبر ۲۰۰۷ در آمریکای شمالی، ۱۶ نوامبر در اروپا و ۲۱ نوامبر در استرالیا و نیوزیلند برای اکس‌باکس ۳۶۰ و پلی‌استیشن ۳ عرضه شد.
در آوریل ۲۰۰۸ اعلام شد که اساسینز کرید به صورت دیجیتالی عرضه خواهد شد و در همان زمان برای پیش‌فروش در استیم قرار داده شد. نسخه رایانه شخصی این بازی در ۸ آوریل ۲۰۰۸ در آمریکای شمالی در دسترس قرار گرفت. چهار مرحله جدید که در نسخه کنسول وجود نداشتند، به این نسخه اضافه شده بودند. این چهار مرحله، شامل ترور با تیر و کمان، چالش مسابقه روی پشت‌بام‌ها، چالش تخریب دکه بازرگانان و چالش نگهبانی بودند. به‌دلیل موجود بودن این چهار مرحله در نسخه رایانه شخصی، این نسخه با نام «نسخه ویرایشی کارگردان» عرضه شد.
یک نسخه غیرقانونی از این بازی از اواخر فوریه ۲۰۰۸ در دسترس قرار گرفت. یوبی‌سافت اعلام کرد که یک اشکال نرم‌افزاری عامدانه توسط منتشرکننده بازی درون آن قرار داده شده بود تا باعث به هم ریختن بازی پس از شکسته شدن قفل امنیتی آن و جلوگیری از تکمیل بازی شود، اما بازیکنان توانستند این ویژگی امنیتی را دور بزنند. نسخه غیرقانونی اساسینز کرید از محبوب‌ترین محتواهای غیرقانونی منتشر شده در اولین هفته مارس ۲۰۰۸ بود. وجود باگ امنیتی عامدانه در بازی و انتشار نسخه غیرقانونی باعث وارد شدن «آسیب جبران‌ناپذیر» به بازی و افت فروش آن شد. گروه ان‌پی‌دی گزارش داد که ۴۰۰۰۰ کپی از نسخه رایانه شخصی در ایالات متحده و در ماه ژوئیه به فروش رسید، در حالی‌که این رقم برای نسخه‌های غیرقانونی بیش از ۷۰۰۰۰۰ عدد گزارش شد. در ژوئیه ۲۰۰۸، یوبی‌سافت از شرکت سازنده دیسک‌های بازی، Optical Experts Manufacturing شکایت کرد، چرا که باور داشت این شرکت به علت عدم رعایت اصول امنیتی لازم، باعث شده تا یک نسخه از بازی به دست کارمندی افتاده و منشأ انتشار نسخه غیرقانونی شود.
یک نسخه بدون مدیریت حقوق دیجیتال بعداً در گگ.کام، وبگاهی که زیر نظر سی‌دی پروجکت فعالیت می‌کند، منتشر شد.
در ۱۰ ژوئیه ۲۰۰۷، مایکروسافت در کنفرانس ای۳ خود، یک دموی ۲۰ دقیقه‌ای از بازی را نشان داد که حاوی بخش‌هایی از گیم‌پلی و محتوای بازی بود. این دمو در اورشلیم جریان داشت. ویژگی‌هایی که در این دمو نشان داده شد، شامل سازوکار شلوغی‌های ارتقایافته، سیستم «تعقیب» (تعقیب شخص هدف که در تلاش برای فرار است) و پارکور بهتر و عمیق‌تر بود. در این دمو صحبت کردن الطائر برای اولین بار نشان داده شد. یک ویدئو در روز بعد از آن منتشر شد که شامل نسخه کامل‌تری از دموی ای۳ بود و الطائر را در حال فرار پس از کشتن طلال، تاجر بردگان نشان می‌داد.
نسخهٔ تبدیل‌شده و پیش‌درآمد این بازی برای نینتندو دی‌اس به نام اساسینز کرید: تاریخچه الطائر در ۵ فوریه ۲۰۰۸ منتشر شد.

## بازتاب‌ها

### نقدها
| گردآورنده  | امتیاز                                                 |
| ---------- | ------------------------------------------------------ |
| گیم‌رنکینگز | ۸۲٫۹۲٪ (اکس۳۶۰) ۷۹٫۳۰٪ (پی‌اس۳)                         |
| متاکریتیک  | ۸۱/۱۰۰ (پلی‌استیشن۳) ۸۱/۱۰۰ (ایکس‌باکس۳۶۰) ۷۹/۱۰۰ (پی‌سی) |

| ناشر                    | امتیاز |
| ----------------------- | ------ |
| وان‌آپ.کام               | ۷/۱۰   |
| الکترونیک گیمینگ مانثلی | ۵٫۸/۱۰ |
| یوروگیمر                | ۷/۱۰   |
| فامیتسو                 | ۳۷/۴۰  |
| گیم اینفورمر            | ۹٫۵/۱۰ |
| گیم‌پرو                  | [ ۶۲ ] |
| گیم‌اسپات                | ۹/۱۰   |
| گیمز ریدار+             | ۸/۱۰   |
| گیم‌تریلرز               | ۹٫۱/۱۰ |
| هایپر                   | ۹۵/۱۰۰ |
| آی‌جی‌ان                  | ۷٫۵/۱۰ |
| اواکس‌ام (ایالات متحده)  | ۸٫۵/۱۰ |
| پلی                     | ۵۸٪    |
| تیم اکس‌باکس             | ۷٫۹/۱۰ |
| ایکس پلی                | ۵/۵    |
| ایکس‌باکس ادیکت          | ۹٫۶/۱۰ |
| بازی‌نما                 | ۹/۱۰   |

نقدهای بازی با توجه به وبسایت متاکریتیک، «به‌طورکلی خوب» هستند.
بعضی منتقدان اساسینز کرید را تحولی در صنعت بازی‌های ویدئویی و آغازی بر نسل بعد آن‌ها می‌دانند. بسیاری از منتقدان مانند یوروگیمر با وجود تحسین نقاط مثبت بازی و دستاوردهای آن، به برخی کاستی‌های مهم هم اشاره کردند. یوروگیمر گفت که گیم‌پلی «پیشرفته‌تر نشده و در نهایت کمی خسته‌کننده، و به طرز شگفت‌آوری تکراری می‌شود.» در نقد اندرو پی از الکترونیک گیمینگ مانثلی، او نوشت که این بازی یک راه فرار چالش‌برانگیز از طریق حرکات پارکور را در اختیار بازیکن می‌گذارد. مجله فامیتسو به نسخه اکس‌باکس آن ۳۶ (۹، ۹، ۹، ۹) و به نسخه پلی‌استیشن ۳ آن ۳۷ (۱۰، ۸، ۹، ۱۰) از ۴۰ داد و نقاط مثبت بازی را حرکات آکروباتیک و داستان؛ و ضعف‌هایش را نقشه‌ها، مبارزات و مشکلات دوربین در بازی دانست. گیم اینفورمر به بازی ۹٫۵/۱۰ داد و نوشت این بازی در کنترل، ارزش تکرار و داستان بسیار خوب است اما مراحل و مأموریت‌های جمع‌آوری اطلاعات آن تکراری هستند. در نقدهای دنیای بازی و بازی‌نما گرافیک بالای بازی تحسین شده است، اما بازی‌نما از آن به خاطر کنترل نامناسب ایراد گرفت و دنیای بازی نیز نوشت که نقشه این بازی بسیار بزرگ و مراحل آن بسیار کم است که همین از لذت بازی می‌کاهد. در فهرست خبرهای داغ ای‌اس‌پی‌ان نیوز، ارن بولدینگ، خبرنگار ای‌اس‌پی‌ان ویژگی مخفی شدن در اجتماع را «مبتکرانه» توصیف و اضافه کرد: «از لحاظ بصری، توسعه‌دهندگان گل کاشتند.» گیم تریلرز هم داستان بازی را تحسین کرد (این منتقد به داستان بازی ۹٫۷ از ۱۰ داد) و همچنین به گیم‌پلی تکراری و هوش‌مصنوعی «بسیار احمقانه» به عنوان مواردی که تا حدودی پتانسیل بازی را از بین برده‌اند اشاره کرد. گیم تریلرز نوشت: «اساسینز کرید یکی از آن بازی‌هایی است که نوآوری زیادی دارد اما در رسیدن به برخی موارد اصولی ناتوان است.» این بازی از گیمز ریدار ۱۰ از ۱۰ گرفت. از دیدگاه گیم‌پرو، اساسینز کرید یکی از «بهترین تجربه‌های گیمینگ است که تا به‌حال به‌وجود آمده»، البته اگر بتوانید با کمبود اقدام‌های سریع در بازی کنار بیایید و «صبور» باشید. درن ولز از مجله هایپر بازی را برای «داستان عالی، گرافیک عالی و کنترل واقع‌گرایانه» ستود، با وجود این‌که از «برخی مراحل که روی رایانه‌های شخصی احساس درستی را منتقل نمی‌کنند و سیستم منوی تکرارشونده و مسخره بازی» انتقاد کرد. هیلاری گلدشتاین از آی‌جی‌ان به بازی ۷ از ۱۰ داد، ولی نسبت به دیگر منتقدان، کمتر تحت‌تأثیر بازی قرار گرفته بود. او نقد را با «یک داستان بد، عناصر تکراری گیم‌پلی و هوش‌مصنوعی ضعیف که باعث سقوط یکی از بازی‌های امیدوارکننده چند وقت اخیر شده» شروع کرد. او از حرکات مبارزه‌ای و سازوکار بالارفتن از ارتفاع تعریف کرد، و دقت یوبی‌سافت را در طراحی شهرهای اورشلیم، عکا و دمشق با توجه به خود این شهرها در زندگی واقعی ستود.

### جوایز
اساسینز کرید توانست جوایز زیر را کسب کند:
| جایزه                        | رشته                                           | رتبه  | منبع                 |
| ---------------------------- | ---------------------------------------------- | ----- | -------------------- |
| جایزه منتقدان                | بهترین بازی ماجراجویی/اکشن                     | اول   | [ ۸۶ ] [ ۸۷ ]        |
| آی‌جی‌ان                       | بهترین بازی اکشن                               | اول   | [ ۸۸ ] [ ۸۹ ] [ ۹۰ ] |
| آی‌جی‌ان                       | برترین بازی نمایش پلی‌استیشن ۳                  | اول   | [ ۸۸ ] [ ۸۹ ] [ ۹۰ ] |
| آی‌جی‌ان                       | بهترین بازی اکشن پلی‌استیشن ۳                   | اول   | [ ۸۸ ] [ ۸۹ ] [ ۹۰ ] |
| آی‌جی‌ان                       | بهترین گرافیک برای پلی‌استیشن ۳                 | اول   | [ ۸۸ ] [ ۸۹ ] [ ۹۰ ] |
| آی‌جی‌ان                       | بهترین بازی کنسول                              | دوم   | [ ۸۸ ] [ ۸۹ ] [ ۹۰ ] |
| آی‌جی‌ان                       | بهترین طراحی هنرمندانه برای پلی‌استیشن ۳        | دوم   | [ ۸۸ ] [ ۸۹ ] [ ۹۰ ] |
| آی‌جی‌ان                       | جایزه پلی‌استیشن ۳ برای استفاده ممتاز از فناوری | دوم   | [ ۸۸ ] [ ۸۹ ] [ ۹۰ ] |
| آی‌جی‌ان                       | برترین بازی نمایش                              | نامزد | [ ۸۸ ] [ ۸۹ ] [ ۹۰ ] |
| آی‌جی‌ان                       | بهترین فناوری گرافیکی                          | نامزد | [ ۸۸ ] [ ۸۹ ] [ ۹۰ ] |
| گیم‌اسپات                     | برترین بازی نمایش پلی‌استیشن ۳                  | اول   | [ ۸۶ ]               |
| گیم‌اسپات                     | برترین بازی نمایش                              | دوم   | [ ۸۶ ]               |
| گیم‌اسپات                     | بهترین پیش‌نمایش                                | دوم   | [ ۸۶ ]               |
| گیم‌اسپات                     | بهترین گرافیک                                  | دوم   | [ ۸۶ ]               |
| گیم‌اسپات                     | بهترین بازی ماجرایی/اکشن                       | دوم   | [ ۸۶ ]               |
| گیم‌اسپای                     | بهترین بازی                                    | سوم   | [ ۹۱ ]               |
| گیم تریلرز                   | برترین نمایش                                   | اول   | [ ۹۲ ]               |
| گیم تریلرز                   | بهترین پیش‌نمایش                                | دوم   | [ ۹۲ ]               |
| گیم تریلرز                   | نوآورترین                                      | دوم   | [ ۹۲ ]               |
| گیم تریلرز                   | بهترین ماجرایی/اکشن                            | دوم   | [ ۹۲ ]               |
| وان‌آپ.کام                    | بهترین بازی پلی‌استیشن ۳                        | اول   | [ ۸۶ ]               |
| وان‌آپ.کام                    | بهترین جلوه‌های بصری                            | دوم   | [ ۸۶ ]               |
| وان‌آپ.کام                    | برترین بازی نمایش                              | دوم   | [ ۸۶ ]               |
| جوایز بازی‌های ویدئویی اسپایک | بهترین بازی پلی‌استیشن ۳                        | نامزد | [ ۹۳ ]               |
| جوایز بازی‌های ویدئویی اسپایک | بهترین بازی اکشن                               | نامزد | [ ۹۳ ]               |
| جوایز بازی‌های ویدئویی اسپایک | بهترین گرافیک-هنرمندی                          | نامزد | [ ۹۳ ]               |
| جوایز بازی‌های ویدئویی اسپایک | بهترین داستان پرپیچ و خم                       | نامزد | [ ۹۳ ]               |
| جوایز بازی‌های ویدئویی اسپایک | بهترین پیش‌نمایش                                | نامزد | [ ۹۳ ]               |
| جوایز بازی‌های ویدئویی اسپایک | بهترین شخصیت فراری                             | نامزد | [ ۹۳ ]               |
| بهترین جوایز ایکس-پلی ۲۰۰۷   | بازی سال                                       | نامزد | [ ۹۴ ]               |
| بهترین جوایز ایکس-پلی ۲۰۰۷   | اصیل‌ترین بازی                                  | نامزد | [ ۹۴ ]               |
| بهترین جوایز ایکس-پلی ۲۰۰۷   | بهترین نوآوری گیم‌پلی                           | نامزد | [ ۹۴ ]               |
| بهترین جوایز ایکس-پلی ۲۰۰۷   | بهترین بازی اکشن/ماجرایی                       | نامزد | [ ۹۴ ]               |
| بهترین جوایز ایکس-پلی ۲۰۰۷   | بهترین کارگردانی هنری                          | نامزد | [ ۹۴ ]               |
| بهترین جوایز ایکس-پلی ۲۰۰۷   | بهترین پویانمایی                               | نامزد | [ ۹۴ ]               |
| بهترین جوایز ایکس-پلی ۲۰۰۷   | بهترین طراحی صدا                               | نامزد | [ ۹۴ ]               |
| ای۳ سال ۲۰۰۶                 | بهترین بازی اکشن-ماجراجویی                     | اول   | [ ۹۵ ]               |

در فهرست برترین نسخه مجموعه اساسینز کرید در گیم اینفورمر تا دسامبر ۲۰۱۵، این بازی رتبه سوم را به دست آورد و در فهرست دیگری از پولیگان در سال ۲۰۱۸، رتبه هشتم را کسب کرد.

### فروش
اساسینز کرید فروش بسیار خوبی را تجربه کرد و در اولین هفته عرضه، بیش از یک میلیون نسخه فروخت. یک ماه بعد از عرضه، یوبی‌سافت در یک جلسه مطبوعاتی اعلام کرد که فروش بازی فراتر از انتظاراتشان واقع شده و عملکرد خوبی دارد که رتبه آن بین دو یا سه بازی برتر پلی‌استیشن ۳ و اکس‌باکس ۳۶۰ است. پس از گذشتن کمتر از چهار هفته از عرضه، فروش اساسینز کرید از ۲/۵ میلیون نسخه رد شده و رکورد جدیدی را به عنوان یک بازی تازه عرضه‌شده در ایالات متحده آمریکا شکست. در نتیجه، یوبی‌سافت هدف خود را فروش حداقل پنج میلیون نسخه از این بازی قرار داد، که یک افزایش دو میلیون نسخه‌ای نسبت به پیش‌بینی اولیه سه میلیون نسخه‌ای محسوب می‌شد و اضافه کرد که فروش بازی برای شرکت بسیار سودمند بوده است.
در ژانویه ۲۰۰۸، یوبی‌سافت اعلام کرد که بازی در سال ۲۰۰۷ در اروپا پرفروش‌ترین بازی پلی‌استیشن ۳ بوده و رتبه دوم بازی پرفروش روی اکس‌باکس ۳۶۰ را هم به‌دست آورده است، در حالی که در همین زمان و روی همین سکوها در ایالات متحده به‌ترتیب رتبه دوم و سوم را به دست آورده بود. در آوریل ۲۰۰۸، اج نوشت که این عنوان با فروشی معادل ۴/۹ میلیون نسخه، هشتمین بازی پرفروش دوازده ماه گذشته در اروپا و آمریکای شمالی بوده است.
یوبی‌سافت اعلام کرد که تا ۱۶ آوریل ۲۰۰۹، در مجموع بیش از ۱۰ میلیون نسخه از بازی فروخته شده است. فروش کل فرنچایز اساسینز کرید از آغاز عرضه این بازی در سال ۲۰۰۷ تا سپتامبر ۲۰۱۶، از مرز ۱۰۰ میلیون نسخه گذشت.

## دنباله
اساسینز کرید ۲ دومین بازی از سری اساسینز کرید است که توسط استودیوی یوبی‌سافت مونترآل ساخته و توسط یوبی‌سافت منتشر شد. این بازی داستانی غیرخطی دارد و در ۱۷ نوامبر ۲۰۰۹ برای دستگاه‌های پلی‌استیشن ۳، اکس‌باکس ۳۶۰، مایکروسافت ویندوز و مک‌اواس منتشر شده است. داستان این بازی ادامه‌ای بر اساسینز کرید است و ماجراهای اتزیو آئودیتوره دا فرینتزه، یکی دیگر از اجداد دزموند را دنبال می‌کند. اتزیو که شخصاً شاهد قتل پدرش، جیووانی آئودیتوره دا فرینتزه، به دلیل عضویت وی در گروه حشاشین بوده، سوگند یاد می‌کند تا انتقام خون پدر و برادرانش را بگیرد. اتزیو همراه با خانواده‌اش فرار می‌کند و در داستان چندین نسخه مجموعه، سه شهر را از دست شوالیه‌های معبد آزاد ساخته، به مقام «استادی» در گروه حشاشین می‌رسد. در پایان این بازی، دسموند به قابلیت‌های اجدادش دست پیدا می‌کند.
ماجرای دزموند در اساسینز کرید: برادری و اساسینز کرید: افشاگری‌ها هم ادامه می‌یابد و او همچنان در نقش اتزیو قرار می‌گیرد. در افشاگری‌ها نشان داده می‌شود که اتزیو به کتابخانه مخفی الطائر دست یافته و سیب عدن را نزد او می‌یابد، چرا که الطائر پیش از جان دادن، سیب عدن را در کتابخانه مخفی‌اش قرار داده و همان‌جا جان داده است. اتزیو با دیدن این صحنه، به الطائر ادای احترام کرده و از کتابخانه خارج می‌شود، در حالی که سیب عدن هنوز در جای پیشین خود قرار دارد.